# Archivio culturale dell'Engadina
L'Archivio culturale dell’Engadina alta è un’istituzione che raccoglie e mette a disposizione di un vasto pubblico interessato documenti che riguardano la cultura della gente dell’Engadina in Svizzera.

## Collezioni
L’istituzione fondata l’11 agosto 1988 nell’arco di appena trent’anni ha potuto accogliere e salvare migliaia di documenti sull’arte, l’architettura, le lingue, la musica, la storia naturale della valle ecc. appartenenti a più di 500 diversi fondi. I documenti più importanti sono quelli della famiglia dei medici Berry di St. Moritz, del fotografo Gustav Sommer di Samedan che comprende ca. 40'000 lastre della prima metà del XX. secolo, oltre 3000 lettere delle famiglie Puonz, Curtin ecc. di Sils e dei parenti pasticceri e birrai a Berlino, il lascito dell’architetto Max Alioth originario di Basilea, in seguito residente a St. Moritz, gli disegni e stencil del pittore decoratore Kaspar Donatsch di Celerina, i dipinti e gli acquarelli della bregagliotta Elvezia Michel e la vasta documentazione sul turismo, le scuole e il traffico della famiglia Gustav Pinösch di Vulpera e Pontresina.
L’Archivio culturale dell’Engadina alta si trovava dal 1991 fino 2024 nella Chesa Planta a Samedan, una vecchia casa patrizia datata 1593. Nell’edificio si trovano pure un museo etnografico, una biblioteca romancia e hanno luogo esposizioni, conferenze e concerti.
Nel 2024, l'archivio si è trasferito da Samedan alla nuova sede nella Chesa Planta di Zuoz.